# Β-Methylamino-L-alanin
β-Methylamino-L-alanin, oder BMAA, ist eine nichtproteinogene Aminosäure, die von Cyanobakterien produziert wird. BMAA ist ein Neurotoxin, dessen potentielle Beteiligung an verschiedenen neurodegenerativen Erkrankungen Gegenstand wissenschaftlicher Forschung ist.

## Struktur und Eigenschaften
BMAA ist ein Derivat der Aminosäure Alanin und besitzt zusätzlich eine Methylamino-Gruppe in der Seitenkette. Die nichtproteinogene Aminosäure ist in wässriger Lösung basisch. Der isoelektrische Punkt liegt bei einem pH-Wert von 8,09. Die beiden pKS-Werte der Aminogruppen liegen bei 6,63 (pKα) und 9,76 (pKβ).

## Vorkommen und Nachweis
BMAA wird in Salzwasser, Süßwasser, aber auch an Land von Cyanobakterien produziert. Kultivierte, nicht stickstoffbindende Cyanobakterien zeigen in stickstoffarmen Medien eine erhöhte BMAA-Produktion. BMAA wurde in Wasserorganismen und Pflanzen gefunden, die Symbiosen mit Cyanobakterien eingehen, dazu gehören bestimmte Flechten, Algenfarne, die Blattstiele der tropischen Blütenpflanze Gunnera, Palmfarne sowie Tiere, die die Hüllen der Palmfarnsamen aufnehmen, wie die eigentlichen Flughunde.
Haifischflossen enthalten hohe Konzentrationen an BMAA. Aufgrund der Neurotoxizität von BMAA stellt der Konsum von Haifischflossensuppe und Haifischknorpeltabletten ein potentielles Gesundheitsrisiko dar. Der Nachweis von BMAA ist mit verschiedenen Labormethoden möglich, darunter Flüssigchromatographie, High-performance Flüssigchromatographie, Massenspektrometrie, Proteinsequenzierung, Kapillarelektrophorese und NMR-Spektroskopie.

## Neurotoxizität
BMAA kann die Blut-Hirn-Schranke von Ratten durchqueren. Dies verläuft langsamer als die Aufnahme in andere Organe, allerdings bildet sich dadurch ein Reservoir, das über einen langen Zeitraum BMAA freigibt.

### Mechanismen
Der Mechanismus, durch den BMAA-Aufnahme über die Schädigung von Motoneuronen zum Tod führen kann, ist nicht vollständig erforscht, aber vieles deutet auf mehrere Wirkmechanismen hin.
Die akute Wirkung von BMAA ist excitotoxisch an Glutamatrezeptoren wie NMDA-, AMPA- und Kainat-Rezeptoren. Aktivierung des metabotropen Glutamatrezeptor 5 löst im betroffenen Neuron vermutlich oxidativen Stress durch Abbau von Glutathion aus.
BMAA kann an Stelle von L-Serin fälschlicherweise in entstehende Proteine eingebaut werden, was zu fehlerhafter Proteinfaltung und Proteinaggregation führen kann. Dies sind typische Kennzeichen von Proteinfehlfaltungserkrankungen bzw. Tauopathien wie z. B. Alzheimer-, Parkinson-Krankheit, amyotropher Lateralsklerose (ALS), progressiver supranukleärer Blickparese (PSP), und Lewy-Körper-Demenz. In-vitro-Studien haben gezeigt, dass ein Überschuss an vorhandenem L-Serin den Einbau von BMAA in Proteine unterbinden kann.

### Wirkung
Eine Studie, die mit südlichen Grünmeerkatzen, welche bezüglich des apoE4-Gens homozygot sind (einem Risikofaktoren für die Alzheimer-Krankheit), fand bei Tieren, denen BMAA oral verabreicht wurde, typische histopathologische Kennzeichen für Morbus Alzheimer, darunter Beta-Amyloid-Plaque und Akkumulation neurofibrillärer Tangles (Alzheimer-Fibrillen). Versuchstiere, die geringere BMAA-Dosen verabreicht bekamen, zeigten eine mit der BMAA-Menge korrelierte Verringerung der pathologischen Merkmale. Versuchstiere, die gleichzeitig L-Serin verabreicht bekamen, hatten 70 % weniger Beta-Amyloid-Plaques und neurofibrilläre Tangles als Tiere, denen nur BMAA verabreicht worden war. Die Ergebnisse deuten darauf hin, dass L-Serin die neurotoxischen Effekte von BMAA verringern kann.
In diesem Experiment wurden erstmals in vivo Alzheimer-Erkrankungen induziert, die sowohl Amyloid-Beta-Plaques als auch hyperphosphoryliertes Tau-Protein zeigen. Die Studie zeigt außerdem, dass das natürliche Toxin BMAA in Interaktion mit der genetischen Prävalenz neurodegenerative Erkrankungen auslösen kann.
Degenerative Erkrankungen des Bewegungsapparats wurden in Tieren beschrieben, die sich von Palmfarnspezies ernähren. Diese Beobachtung ist Ausgangspunkt von Studien zu Zusammenhängen zwischen Palmfarnen und der Ätiologie des Komplexes der Erkrankungen Amyotrophe Lateralsklerose, Parkinson, Demenz (ALS/PDC). Im Rahmen dieser Studien wurde BMAA nachgewiesen. In Rhesusmakaken wirkt BMAA stark neurotoxisch. Zu den Symptomen gehören:
- Muskelatrophie
- Degenerierung von Zellen im Vorderhorn des Rückenmarks
- Degenerierung und teilweiser Verlust von Pyramidenzellen im Motorcortex
- Verhaltensstörungen
- Übertragungsprobleme im zentralen Bewegungsapparat.
- Neuropathologische Veränderungen von Betz-Zellen im Motorcortex

Gemäß einer Studie können kultivierte Motoneuronen aus dem Rückenmark von Mäusen durch geringe Konzentrationen von BMAA selektiv abgetötet werden.
Weitere Studien zeigen, dass neugeborene Ratten, die mit BMAA behandelt wurden, progressive Neurodegeneration im Hippocampus aufweisen, inklusive intrazellulärer fibrillärer Einschlüsse und eingeschränkter Lernfähigkeit im Erwachsenenalter. Außerdem wurde nachgewiesen, dass BMAA in Nagetieren über die Muttermilch von der Mutter auf den Nachwuchs übertragen werden kann, sodass eine Exposition von Menschen über Kuh- oder Muttermilch möglich erscheint.

### Wirkung im Menschen
Ernährungsbedingte chronische BMAA-Exposition wird als eine wesentliche Ursache angesehen für Erkrankungen des Komplexes Amyotrophe Lateralsklerose, Parkinson, Demenz (ALS/PDC), welche eine extrem hohe Prävalenz in der Bevölkerungsgruppe der Chamorro auf der Insel Guam haben. Die Chamorro nennen das Krankheitsbild lytico-bodig. In den 1950er Jahren waren die Prävalenz und Todesfallraten mit ALS/PDC unter den Chamorro auf den Inseln Guam und Rota 50- bis 100-mal so hoch wie in entwickelten Ländern. Für das Krankheitsbild wurden keine erblichen oder viralen Faktoren gefunden. Da die Fallzahlen auf Guam nach 1963 kontinuierlich sanken, begann die Suche nach möglichen Umweltfaktoren. Die Verwendung von Mehl aus Samen von Palmfarnen (Cycas micronesica) in der traditionellen Küche nahm ab, da die Pflanzen seltener wurden und die Chamorro nach dem Zweiten Weltkrieg die amerikanische Kultur adaptierten. Palmfarne gehen Symbiosen mit Cyanobakterien der Gattung Nostoc ein. Diese BMAA produzierenden Bakterien leben in spezialisierten Wurzeln, die durch die gefallenen Blätter ins Licht wachsen.
Abgesehen von der direkten Aufnahme über Nahrungsmittel, die Palmfarnmehl enthalten, kann BMAA auch durch Biomagnifikation aufgenommen werden. Eigentliche Flughunde gelten bei den Chamorro als Delikatesse; die Tiere ernähren sich von den fleischigen Samenschalen der Palmfarne und reichern das Toxin in ihrem Körper an. 24 Flughundspezies aus Museumssammlungen wurden auf BMAA getestet. In Tieren aus Guam wurden hohe Konzentrationen an BMAA gefunden. Weitergehende Forschung untersucht Biomagnifikation von BMAA außerhalb von Guam.
Studien an menschlichem Hirngewebe von ALS/PDC-, ALS-, Alzheimer-, Parkinson- und Chorea-Huntington-Erkrankten sowie gesunden Kontrollgruppen deuten darauf hin, dass BMAA in nicht-genetisch bedingten progressiven neurodegenerativen Erkrankungen vorliegen kann, nicht aber in Kontrollgruppen und genetisch bedingten Chorea-Huntington-Erkrankten.
Weitere Studien beschäftigen sich mit der Rolle von BMAA als Umweltfaktor bei neurodegenerativen Erkrankungen.

## Klinische Studien
Im Rahmen klinischer Studien wurden sichere und effektive Wege untersucht, ALS-Patienten mit L-Serin oder Zink und Kupfer (Optizinc) zu behandeln.

## Weiterführende Links
- Oxalyldiaminopropionsäure, ein verwandtes Toxin